# Galactic 01
Galactic 01, precedentemente nota come Unity 23, è stata una missione suborbitale del veicolo VSS Unity che è stato lanciato il 29 giugno 2023 a bordo dello spazioplano SpaceShipTwo. Il lancio è stato il primo volo spaziale commerciale per Virgin Galactic.
La missione di ricerca venne finanziata dall'Aeronautica militare italiana, che fece volare due astronauti dell'aeronautica (Walter Villadei, Angelo Landolfi) e uno del CNR italiano (Pantaleone Carlucci). Il volo, inizialmente pianificato per ottobre 2021, venne posticipato per permettere a Virgin Galactic di migliorare il veicolo SpaceShipTwo.
Durante il volo, Villadei indossò una tuta per misurare i dati biometrici e le sue risposte fisiologiche al volo spaziale, Landolfi condusse esperimenti sugli effetti della microgravità sulle prestazioni cognitive, insieme ai suoi effetti sul modo in cui i materiali si miscelano, mentre vennero misurati attraverso sensori la frequenza cardiaca e altre metriche di Carlucci.

## Equipaggio
| Ruolo      | Equipaggio          | Equipaggio          |
| ---------- | ------------------- | ------------------- |
| Comandante | Michael Masucci     | Michael Masucci     |
| Pilota     | / Nicola Pecile     | / Nicola Pecile     |
| Passeggero | Walter Villadei     | Walter Villadei     |
| Passeggero | Pantaleone Carlucci | Pantaleone Carlucci |
| Passeggero | Angelo Landolfi     | Angelo Landolfi     |
| Passeggero | Colin Bennett       | Colin Bennett       |

L'equipaggio di riserva era composto dall'ingegnere del CNR Lucia Paciucci.